# قشلاق حاجی حیدر هاوار
قشلاق حاجی حیدر هاوار یک روستا در ایران است که در استان اردبیل واقع شده‌است. قشلاق حاجی حیدر هاوار ۲۱ نفر جمعیت دارد.